# Festung Kamjanez-Podilskyj
Die Festung Kamjanez-Podilskyj, ukrainisch Кам'янець-Подільська фортеця
(russisch Каменец-Подольский Kamenez-Podolski, rumänisch Camenița, polnisch Kamieniec Podolski) ist eine Festung bei Kamjanez-Podilskyj in der Ukraine.

## Geschichte
Es wird meist angenommen, dass die Festung in der zweiten Hälfte des 14. Jahrhunderts errichtet wurde. Erstmals urkundlich erwähnt wurde der Ort 1374 in einer schriftlichen Urkunde des Fürsten Karijotas. Damals standen die Gebiete im Westen Russlands unter Kontrolle des Großfürstentums Litauen. Einige Historiker sind jedoch der Meinung, die Burg sei bereits zur Zeit der Kiewer Rus als Holzburg oder vorher in der Zeit des Römischen Reichs entstanden. Letzteres ist unwahrscheinlich, und auch die erste Version wird oft angezweifelt. Bewiesen ist, dass zur Zeit der Kiewer Rus zwar um Kamjanez-Podilskyj eine Erdfestung existierte, aber an einem anderen Standort.
Die Burg war im 15. Jahrhundert bereits veraltet, blieb aber für die Verteidigung von Kamjanez und den nahegelegenen Handelswegen von entscheidender Bedeutung. Infolgedessen begann der Woiwode von Krakau, um die Wende des 15. Jahrhunderts mit der Modernisierung der Anlage.
Im 16. Jahrhundert galt die Festung Kamjanez-Podilskyj als Bastion des Katholizismus im Osten, weshalb der Papst sich dazu bereit erklärte, die Burg zu modernisieren und umzubauen. Im Jahre 1672 wurde die Burg von den Osmanen eingenommen, fiel jedoch im Laufe des 17. Jahrhunderts wieder an Polen. Nach der Auflösung Polen-Litauens gehörte die Burg zum Russischen Reich und verlor ihre militärische Rolle. Im 19. Jahrhundert diente die Festung als Gefängnis. Seit dem 20. Jahrhundert ist sie ein Museum.

## Galerie

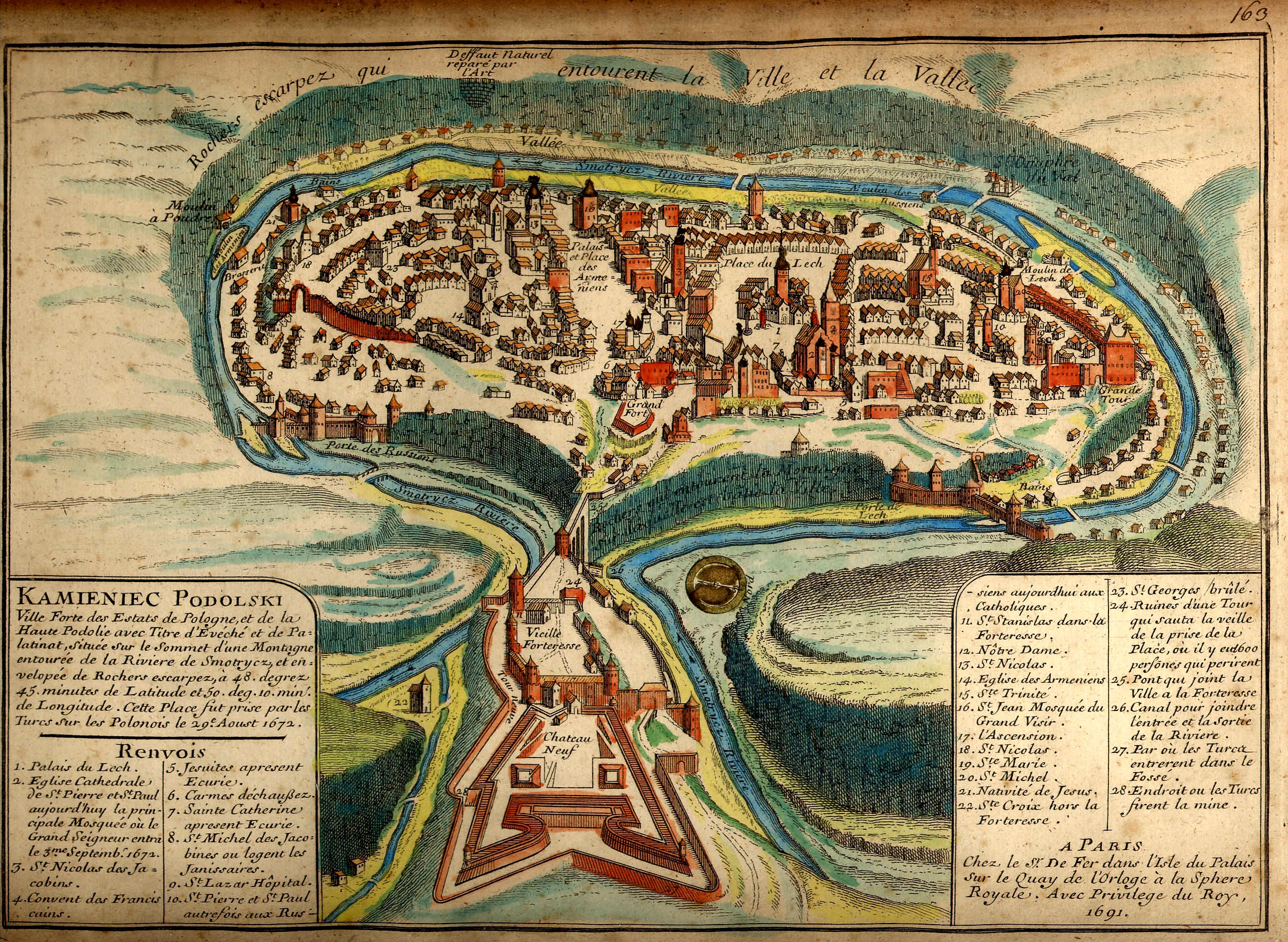
Französische Karte von 1691 mit Kamjanez-Podilskyj und der Festung
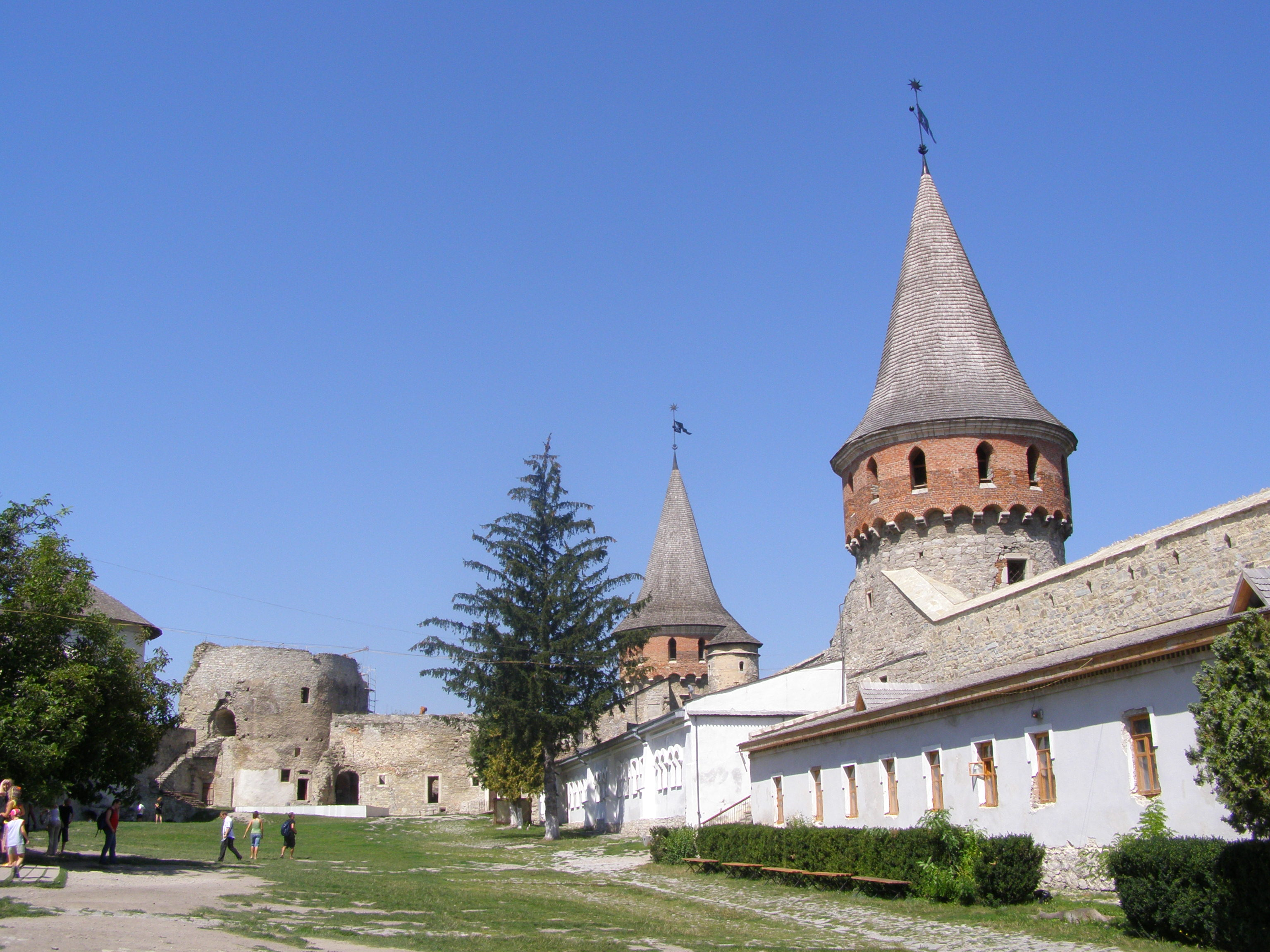
Innenhof
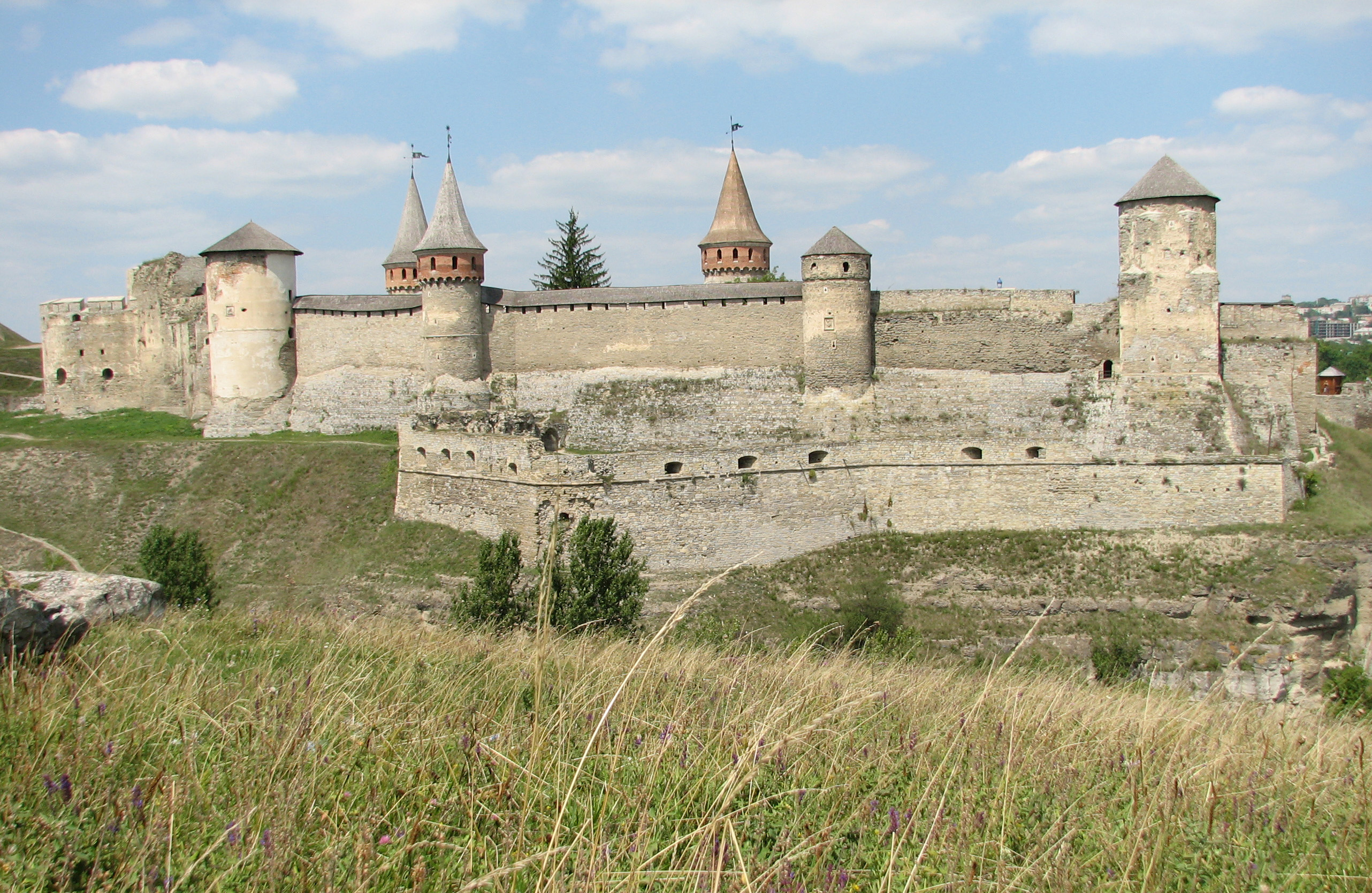
Von außen